# Relações entre Irã e Tajiquistão
As relações entre Irã e Tajiquistão referem-se às relações bilaterais entre o Irã e o Tajiquistão. Desde o colapso da União Soviética, os dois países possuem, naturalmente, uma estreita relação.

## História

### Independência tajique
O Irã foi a primeira nação a estabelecer uma embaixada em Duxambé e foi também um dos primeiros países a estender o reconhecimento diplomático do recém-independente Tajiquistão em 1991. O Irã prestou assistência diplomática e construiu novas mesquitas no Tajiquistão. Devido ao ressurgimento da cultura iraniana no Tajiquistão, o Irã ajudou a incentivar o intercâmbio cultural através de conferências, mídia e festivais de cinema. Programas de televisão, revistas e livros iranianos tornariam-se cada vez mais comuns no Tajiquistão.
No entanto, apesar das muitas coisas que as duas nações têm em comum, há também grandes diferenças. O governo pós-comunista do Tajiquistão é secular, enquanto o do Irã é islâmico. Além disso, o Irã é uma nação predominantemente xiita, enquanto o Tajiquistão é sunita. As principais figuras do movimento de renascimento islâmico no Tadjiquistão afirmaram que o Irã não seria um modelo para qualquer governo islâmico defendem para o Tajiquistão.

### Guerra civil tajique
Durante a guerra civil no Tajiquistão, o Irã ofereceu-se para mediar entre as duas facções, no entanto, esses esforços não produziriam quaisquer negociações. Em 1995, o Tajiquistão abriu sua primeira embaixada em Teerã, uma das poucas fora da antiga União Soviética.  As relações cresceram desde então, já que as duas nações cooperam no setor de energia e os oficiais de ambas as nações têm apoiado laços mais fortes.

### Pós-guerra civil
O presidente do Irã Mahmoud Ahmadinejad comentou que "o Irã e o Tajiquistão são um espírito em dois corpos". Também acrescentou que não há limites para a expansão das relações entre os dois países e que "nós não sentimos que temos um convidado não-iraniano conosco, graças aos muitos pontos em comum que nossos dois países compartilham". 
Em 12 de fevereiro de 2011, o ministro das Relações Exteriores do Tajiquistão, Hamrokhon Zarifi, em um evento em Duxambé, celebrando o aniversário da Revolução Islâmica Iraniana, afirmou: "Hoje, a sociedade tajique está testemunhando a atividade e o papel da República Islâmica no crescimento e expansão da economia do Tajiquistão." Zarifi referenciou projetos como a usina elétrica de Sangtodeh-2, o túnel de Anzob e o túnel de Istiklol como exemplos do papel de Irã na economia tajique.

### Declínio nas relações
A relação entre o Irã e o Tadjiquistão começou a declinar depois que o líder da oposição Muhiddin Kabiri, acusado de terrorismo no Tajiquistão, foi convidado para uma conferência em Teerã intitulada "Renascimento Islâmico" de 27 a 29 de dezembro de 2015 e foi calorosamente recebido pelo Líder Supremo do Irã Ali Khamenei. O Tajiquistão imediatamente emitiu uma nota de protesto ao Irã, o Ministério das Relações Exteriores do Tajiquistão convocou o embaixador do Irã a Duxambé para expressar "pesar" contra este ato e o chefe do Conselho de Ulema do Tajiquistão descreveu o convite do Irã a Muhididn Kabiri como "instigando o terrorismo". 
O ano de 2016 evidenciou as mais baixas relações entre os dois países desde que o Tajiquistão obteve a independência em 1991.